# Памятники Англо-бурской войне в Нидерландах
Вторая Англо-бурская война была войной в Южной Африке между независимыми государствами Оранжевого Свободного Государства и Южно-Африканской Республикой против Британской империи, что в конечном итоге привело к победе Британии. Во время войны Нидерланды были в основном сторонниками буров, и около 2000 голландских добровольцев отправились в Южную Африку, чтобы сражаться за две бурские республики. Эта поддержка со стороны голландцев была обусловлена отношениями между голландцами и бурами, которые были в основном потомками бывших голландских колонистов в Южной Африке.
Во время и после Второй англо-бурской войны в Нидерландах был установлен ряд памятников в память об этой войне.
| Памятник | Наименование                                                                                        | Год установки          | Местоположение                    | Описание |
| -------- | --------------------------------------------------------------------------------------------------- | ---------------------- | --------------------------------- | --- |
|          | Районы или улицы названые в честь человека из Оранжевой республики или Южно-Африканской Республики. | 1899 — настоящее время | По всей территории Нидерландов    | С 1899 года по всей территории Нидерландов существуют улицы, названные в честь африканеров из Южно-Африканской Республики и Оранжевого Свободного Государства. Это результат не только широкой голландской поддержки буров, но и визитов президентов Пауля Крюгера (в 1900-1901 годах), Мартинуса Тёниса Стейна (в 1903 году), генералов Луиса Боты, Кооса де ла Рея и Христиана де Вета (в 1903 году), а также генерала и впоследствии премьер-министра Южно-Африканского Союза Яна Смэтса (в 1948 году).                                                                                     |
|          | Трансваальский бур (De Transvaalsche Boer) Южно-Африканская республика                              | 1900                   | Амстердам, Gasthuismolensteeg, 20 | В 1900 году здание на Gasthuismolensteeg было отремонтировано, и там был открыт сигарный магазин Трансваальский бур. Небольшая статуя трансваальского бура работы Иоханна Зейтза была также добавлена туда в память о войне. |
|          | Портреты четырёх бурских лидеров Оранжевое Свободное Государство Южно-Африканская республика        | 1901                   | Гауда, Blekerssingel, 55-57       | На стенах резиденции Вапен ван Амстердам (Wapen van Amsterdam) висят четыре портрета различных лидеров двух бурских республик. Изображены Мартинус Тёнис Стейн (президент Оранжевого Свободного Государства), Пит Ретиф (лидер фуртреккеров), Пауль Крюгер (президент Южно-Африканской Республики) и Петрус Якобус Жубер (генерал). Пятый портрет не является бурским лидером, а скорее всего адвокат, который помогал бывшему владельцу здания в гражданском процессе. Эти портреты висят над окнами и дверями трёх домов. Скульптуры были сделаны Кристианом Петрусом Клеменсом (1842—1888). |
|          | Мемориальная доска в память о Хермане Костере Южно-Африканская республика                           | 1901                   | Лейден, Rapenburg, 73             | У входа в Лейденского университета установлена мемориальная доска в память о Лейденском выпускнике Хермане Костере, погибшем в битве при Эландслагте в 1899 году. Костер был государственным адвокатом в Южно-Африканской Республике между 1895 и 1897 годами. |
|          | Памятник Де Вету Оранжевое Свободное Государство                                                    | 1921                   | Де-Хоге-Велюве                    | На постаменте также изображены бурские солдаты. Статуя была изготовлена Йозефом Мендесом да Костой по заказу Хелен Крёллер-Мюллер. |
|          | Памятник Мартинусу Стейну Оранжевое Свободное Государство                                           | 1922                   | Девентер, Rijsterborgherpark      | Возле этого памятника часто проводились демонстраций против апартеида в период 1960—1990 годов. |
|          | Советник (De Raadsman) Оранжевое Свободное Государство                                              | 1920 — 1924            | Де-Хоге-Велюве                    | Йозеф Мендес да Коста изобразил фигуру Советника в честь президента Мартинуса Стейна. Хелен Крёллер-Мюллер не нашла подходящего дизайна, чтобы предложить его Южной Африке. |
|          | Скамья президента Стейна Оранжевое Свободное Государство                                            | 1923 — 1924            | Де-Хоге-Велюве                    | |
|          | Памятник Паулю Крюгеру Южно-Африканская республика                                                  | 1952                   | Утрехт, Maliebaan, 89             | Этот памятник был спроектирован Изабеллой ван Бек Калкун. Насколько известно, это единственный памятник Паулю Крюгеру в Нидерландах. В 2011 году этот памятник был признан находящимся в плачевном состоянии. |